# Gymnosiphon marieae
Gymnosiphon marieae är en enhjärtbladig växtart som beskrevs av Martin Roy Cheek. Gymnosiphon marieae ingår i släktet Gymnosiphon och familjen Burmanniaceae.
Artens utbredningsområde är Madagaskar. Inga underarter finns listade i Catalogue of Life.